# Jean-Loup Roubert
Pour les articles homonymes, voir Roubert.
Jean-Loup Paul Étienne Roubert, né à Reims (Marne) le 4 janvier 1932 et mort le 31 décembre 2022,, est un architecte français.

## Biographie
Fils de l'architecte Louis Roubert, et de son épouse née Marie-Louise Dollonne, artiste-peintre, Jean-Loup Roubert est élève à l'atelier Dengler à l'École des beaux-arts de Paris. Il obtient son diplôme d'architecte en 1961 avant de remporter le second premier grand prix de Rome en 1962. Il est pensionnaire de l'Académie de France à Rome, du 8 mars 1963 au 30 avril 1966. Il apportera son concours à Balthus pour les transformations de la villa Médicis.
En 1972, il est nommé architecte des bâtiments civils et palais nationaux. Au titre d'architecte en chef, il est chargé du Palais Garnier (1979-1998). Il conduit de nombreuses campagnes portant sur la restauration de l'Opéra de Paris et des travaux nécessaires à la bonne utilisation et au maintien en état de ses espaces intérieurs.
Il est également architecte en chef et conservateur du Grand Palais (1983-1999).
Il est chargé de la villa Médicis à Rome (1991-1994) et du Théâtre des Champs-Élysées à Paris (depuis 2004) et architecte conseil du siège de l'Unesco (depuis 2004). Il a également redéfini les espaces intérieurs du Parlement de Bretagne à Rennes lors de sa restauration à la suite de l'incendie de 1994 (1996-1999).
À Reims, il a été responsable de l'aménagement du quartier de l'Europe (1966-1971) et de la construction de la Médiathèque Laon-Zola. Il demeure, avec Henri Dumont et Jacques Bléhaut, à l'origine du Conservatoire national de région (1994) qui reprend les courbes des ouïes et des éclisses d'un violon, édifice ayant obtenu le label national "architecture contemporaine remarquable". Il a aussi pris en charge la rénovation du centre ville de Clermont-Ferrand (1978-1981).
En 2003, il transforme les Ateliers Berthier, un entrepôt de décors de l'Opéra Comique construit par Charles Garnier, en nouvelle salle de spectacles pour le théâtre de l'Odéon.
Il est le père de l'acteur Christophe Roubert.

## Publications
- Grand Palais des Champs-Élysées : schéma directeur général : rapport 1989, Paris, 1989.

## Sources
- Jean-Michel Breittmayer, « La Halle de Villars en attendant le théâtre », in La République, 2002